# The Backrooms

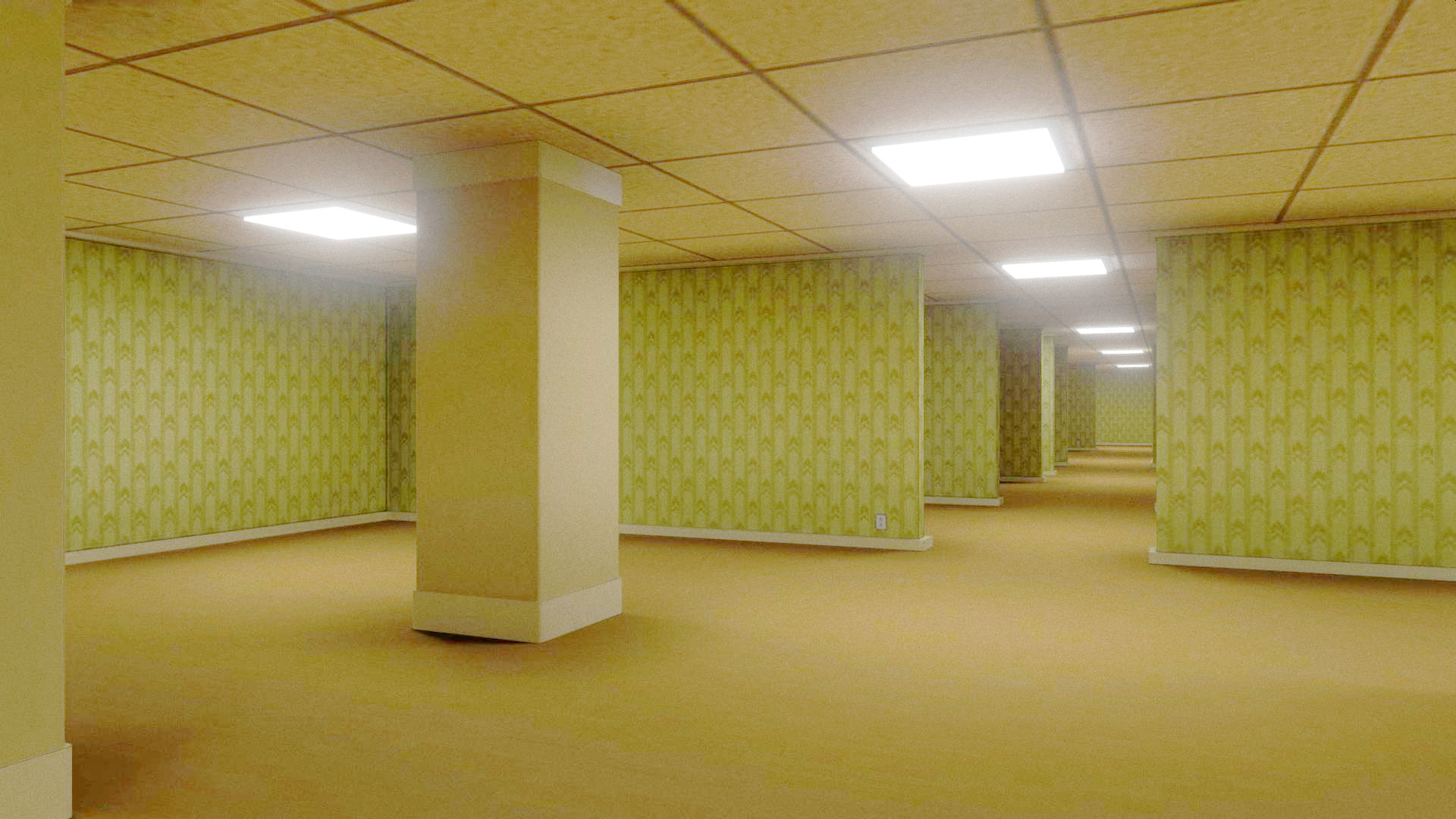
Typische voorstelling van The Backrooms, met monochrome muren en vloeren.

The Backrooms is een creepypasta die een eindeloos doolhof beschrijft van  willekeurig gegenereerde kantoorkamers en andere omgevingen. Het wordt gekenmerkt door de geur van vochtig tapijt, muren met een monochrome gele tint en zoemende tl-verlichting. Internetgebruikers hebben dit concept uitgebreid door verschillende "levels" van de Backrooms te creëren en "entiteiten" die ze bewonen.
De oorspronkelijke versie kwam voort uit een 4chan-commentaar van twee alinea's op een post waarin werd gevraagd om "verontrustende beelden", waarbij een anonieme gebruiker een verhaal bedacht op basis van een van de foto's. The Backrooms trok vergelijkingen met verschillende andere horrortrends en -media, waaronder de fotografie van liminale ruimtes, het SCP Foundation collaboratieve fictieproject, en de zes uur durende albumreeks Everywhere at the End of Time.
Sinds de oorspronkelijke oprichting is The Backrooms uitgebreid naar diverse andere vormen van media- en internetcultuur, waaronder computerspellen en YouTube-video's.

## Herkomst en beschrijving
The Backrooms is ontstaan uit een thread die op 12 mei 2019 werd geplaatst op het /x/ board van 4chan, waar een anonieme gebruiker anderen vroeg om "verontrustende beelden te posten die gewoon 'off' aanvoelen." Daar werd de eerste foto met de Backrooms geüpload, waarop een licht gekanteld beeld van een geelgekleurde gang werd gepresenteerd. Een andere anonieme gebruiker reageerde op de foto met het eerste verhaal over de Backrooms, en beweerde dat men de Backrooms binnengaat wanneer men "op de verkeerde plaatsen uit de werkelijkheid wegglipt", wat een aan videogames gerelateerde term is, afkomstig uit Doom, voor wanneer een speler door een fysieke grens gaat die anders zijn weg zou blokkeren.
Nadat de 4chan-post bekendheid verwierf, schreven verschillende internetgebruikers griezelverhalen over The Backrooms. Veel memes werden gemaakt en gedeeld via sociale media, waardoor de creepypasta nog populairder werd. Sommigen verklaarden dat ze die afbeelding al eerder ergens hadden gezien; volgens Manning Patston van Happy Mag waren deze commentaren "existentieel, hol en doodsbang". Patston gaf commentaar op het gebruik van de term "noclip" en interpreteerde het als "glitches waarbij de muren van de werkelijkheid worden afgebroken", zoals het bestaan van doppelgängers. Kaitlyn Kubrick van Somag News vergeleek de locatie met het levelontwerp van de Resident Evil-franchise en noemde de Backrooms "de angstaanjagende creepypasta van vervloekte dromen".
De locatie van de originele Backrooms-foto is onbekend. Hoewel een aantal locaties zijn voorgesteld, is het mogelijk dat de afbeelding een procedureel gegenereerde digitale compositie is. De creepypasta is ook in verband gebracht met het begrip kenopsia, voor het eerst genoemd in The Dictionary of Obscure Sorrows: "de griezelige, verlaten sfeer van een plaats waar het gewoonlijk druk is met mensen, maar die nu verlaten en stil is".
Volgens het verhaal van de Backrooms is de M.E.G. het bestuur van de Backrooms.
M.E.G. staat voor Major Explorer Group.